# Amityville II: The Possession
Amityville II: The Possession (conocida en México y España como Amityville II - La Posesión) es una película de terror estadounidense-mexicana de 1982 dirigida por Damiano Damiani. Protagonizada por James Olson, Burt Young, Rutanya Alda, Diane Franklin y la participación de Jack Magner como "Sonny Montelli". Es una precuela de la película The Amityville Horror. Esta vez la trama de la película no gira en torno a la Familia Lutz, sino que trata de los hechos reales sucedidos a la familia DeFeo en 1974 en su hogar en Amityville. En la película los nombres reales no fueron utilizados y el apellido DeFeo fue sustituido por Montelli. A pesar de ser considerada por los espectadores como la más terrorífica de la serie, los críticos opinaron que no llegó a ser lo que se esperaba.

## Argumento
La familia Montelli se ha mudado a lo que creen será la casa de sus sueños, desconociendo que en el interior de la casa hay una presencia maligna al acecho. Unos demonios comienzan a aterrorizar a los integrantes de la familia, haciendo que comiencen a tener problemas y discusiones. Dolores, la madre decidiendo el divorcio a su esposo por abuso, trata que el sacerdote local, el padre Adamsky, visite la casa para bendecirla, pero no lo logra ya que Anthony, el abusivo esposo de Dolores, obliga al padre Adamsky a irse de la casa sin saber que Sonny, su hijo mayor, es víctima de una posesión demoníaca. Sonny comienza a jugar con su hermana Patricia con el fin de incitarla a tener relaciones sexuales con él. Los espíritus malignos mueven a Sonny sembrar la discordia en su familia y más tarde lo fuerzan a asesinar a sus padres y hermanos. El padre Adamsky se da cuenta de que Sonny fue poseído y pide a la Iglesia permiso para realizar un exorcismo, pero se lo niegan al no creerle. Por lo tanto, el padre Adamsky se decide a realizar por su propia cuenta el exorcismo para liberar el alma de Sonny de los espíritus malignos.

## Reparto
- James Olson   	... 	Padre Adamsky
- Burt Young	... 	Anthony Montelli
- Rutanya Alda	... 	Dolores Montelli
- Jack Magner	... 	Sonny Montelli
- Diane Franklin	... 	Patricia Montelli
- Andrew Prine  	... 	Padre Tom
- Moses Gunn	... 	Detective Turner
- Ted Ross       	... 	Sr. Booth
- Erika Katz 	        ... 	Jan Montelli
- Brent Katz    	... 	Mark Montelli

## Producción

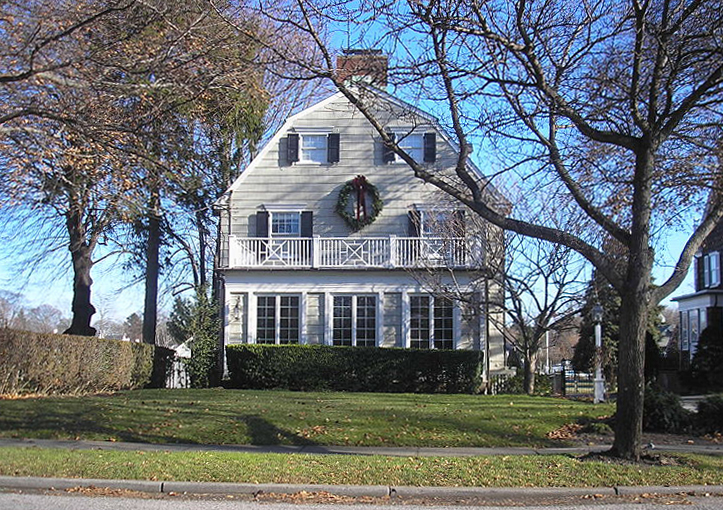
La casa en Amityville de la familia DeFeo

George Lutz quería que la secuela de la película de 1979  se basara en el libro The Amityville Horror Parte II escrito por John G. Jones. Sin embargo, el productor Dino De Laurentiis aseguró un acuerdo con la compañía American International Pictures para producir una secuela basada en los asesinatos ocurridos en la casa de Amityville por Ronal De Feo en 1974. Lutz demandó a De Laurentiis y finalmente perdió, pero logró que colocaran carteles en los cines diciendo "Esta película no tiene ninguna afiliación con George y Kathy Lutz.".
El director Damiano Damiani omitió el final de la historia real en donde Ronald DeFeo llama a la policía. Este fue sustituido por una escena de posesión de Sonny Montelli.
Por otro lado, un cartel de la película Rocky (1976) se cuelga en la pared de Sonny. Burt Young, quien interpreta al padre de Sonny, fue un coprotagonista en las películas de Rocky.

## Recepción
Amityville II: The Possession recibió críticas mixtas. Los críticos alegaron que la película no tuvo la historia y los efectos tan emocionantes como se esperaban. De lo contrario, Roger Ebert del Chicago Sun-Times, que al ver las críticas en contra de la película, se atrevió a hacer el primer comentario positivo presumiendo que "La Posesión" llegó a ser mejor que Terror en Amityville. Además felicitó al equipo técnico y a los actores que formaron parte en la película. También existierón críticas que señalaron que el maquillaje usado en la película fue similar a El exorcista.

## Banda sonora
La música original de la película fue compuesta por Lalo Schifrin.

## Inconsistencias
En la historia original de la Familia DeFeo, la familia es asesinada por Ronald De Feo por la noche, y por el comportamiento sospechoso de este; la noche siguiente es detenido y la casa es inspeccionada por la policía, quienes encuentra los cadáveres. Carlos Cala (2006), Capítulo 1 Tres días de Noviembre y 2 El juicio. Pues bien en la película, Sonny Montelli es arrestado por la mañana. Sin embargo en Terror en Amityville, cuando se muestran secuencias del descubrimiento del crimen que ocurrió tiempo atrás en la casa de Amityville se observa claramente que el descubrimiento se llevó a cabo durante la noche. 
Otra inconsistencia es la relación de Sonny con su hermana adolescente, la cual no fue tan implícita con Ronald y su hermana Dawn. La actriz Rutanya Alda fue nominada a peor actriz de reparto por su actuación en los Premios Golden Raspberry. La película logró obtener el rankin #1 en cines, a pesar de que muchas personas apoyaban la demanda de George Lutz de que la película se debió basar en una novela.

## Premios y nominaciones

### Premios Golden Raspberry de 1982
| Categoría              | Persona      | Resultado |
| ---------------------- | ------------ | --------- |
| Peor actriz de reparto | Rutanya Alda | Nominada  |

## Lectura complementaria
- Jones, John G. (1982). Amityville II: Returns (en inglés). Estados Unidos (último libro de la serie de los Lutz). ISBN 9780-944-276-525.
- Jones, John G. (1 de enero de 1985). The Final Chapter OCLC Number:11570239. New York: Berkley Pub. pp. 282. ISBN 978-0515078244.
- William Peter Blatty (1971). El exorcista. Barcelona: Zeta Bolsillo. ISBN 978-84-9872-198-0.